# Zethenia consociaria
Zethenia consociaria är en fjärilsart som beskrevs av Hugo Theodor Christoph 1880. Zethenia consociaria ingår i släktet Zethenia och familjen mätare. Inga underarter finns listade i Catalogue of Life.